# Darius Boyd
Darius Boyd (* 17. Juli 1987 in Brisbane, Queensland) ist ein australischer Rugby-League-Spieler. Er begann seine Karriere 2006 bei den Brisbane Broncos in der NRL, für die er bis 2008 spielte und mit denen er 2006 die NRL gewann. Seit 2015 steht er wieder bei ihnen unter Vertrag, dazwischen spielte er für die St. George Illawarra Dragons, mit denen er 2010 die NRL und 2011 die World Club Challenge gewann, und die Newcastle Knights. 2010 gewann er im NRL Grand Final als Man of the Match die Clive Churchill Medal.
Boyd spielte zwischen 2008 und 2014 für die australische Nationalmannschaft, mit ihnen gewann er 2013 die Rugby-League-Weltmeisterschaft und 2011 die Four Nations. Ebenfalls seit 2008 spielt er für die Queensland Maroons in den State of Origin Series, die er mit ihnen bisher neunmal gewann.

## Karriere
Boyd wuchs nach seiner Geburt zunächst bei seiner Mutter und später bei seiner Großmutter auf. Er spielte zunächst Rugby für den Juniorenverein Mudgeeraba Redbacks, bevor er anfing, für seine Schule, die Palm Beach Currumbin High School, zu spielen. 2005 spielte er für die Australian Schoolboys als Schlussmann und hatte im Queensland Cup sein Debüt für die Burleigh Bears.

### Brisbane Broncos
2006 hatte Boyd sein NRL-Debüt für die Brisbane Broncos in Runde 1 gegen die North Queensland Cowboys, in dem er einen Versuch legte. Er spielte den Großteil der Saison auf der Position des Außendreiviertels, bei einigen Spielen wurde er aber auch als Schlussmann eingesetzt, wenn Karmichael Hunt verletzt war. Insgesamt absolvierte er in seiner ersten Saison 27 Spiele, in denen er 11 Versuche legte. Er gewann mit den Broncos das NRL Grand Final gegen die Melbourne Storm 15:8 und erhielt den Rookie of the year award der Broncos, eine teaminterne Auszeichnung für den besten neuen Spieler.
2007 nahm er mit den Broncos an der World Club Challenge gegen den Super-League-Meister St Helens teil. Das Spiel ging 18:14 für St Helens aus, wobei Boyd einen Versuch für die Broncos legte. In der NRL absolvierte er in diesem Jahr 22 Spiele, in denen er 7 Versuche legte.

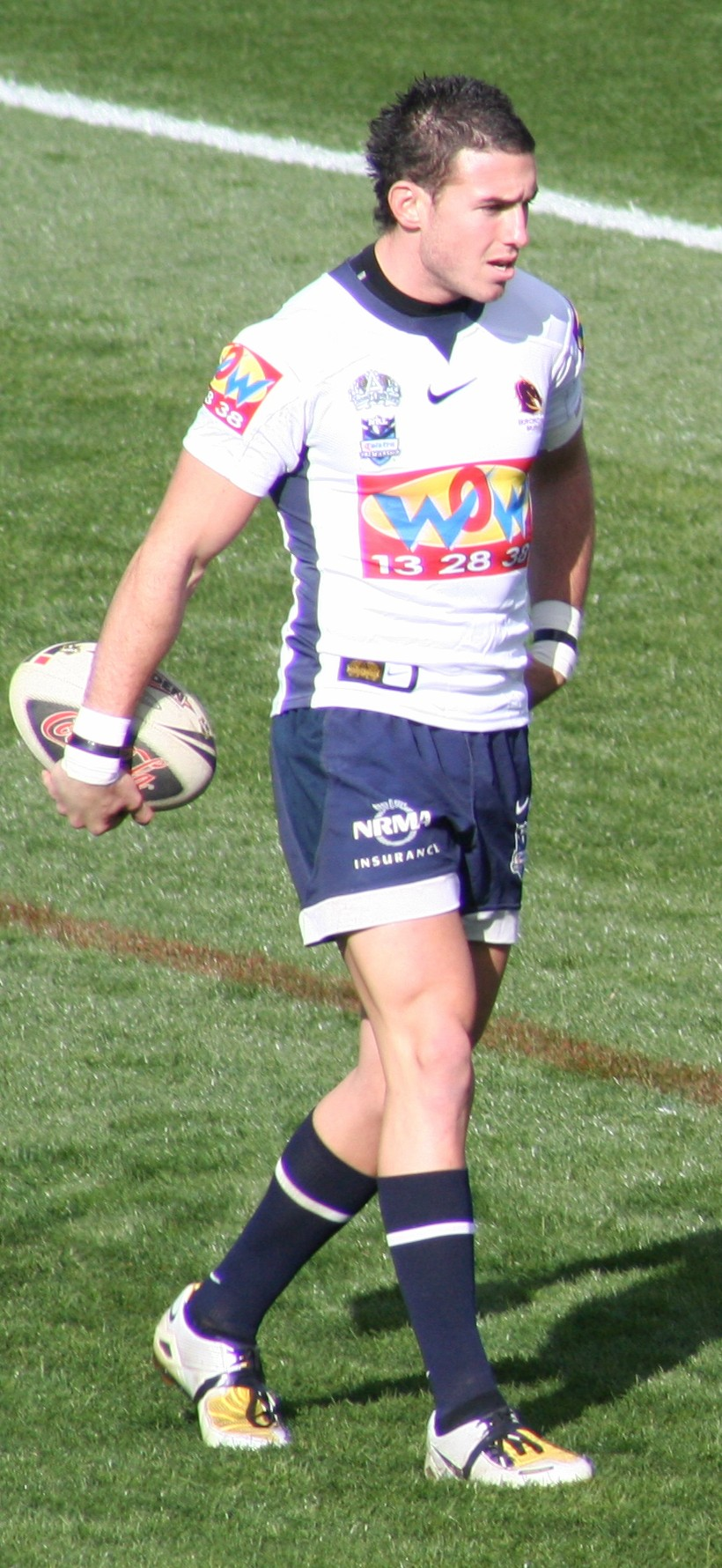
Boyd im Jahr 2008 bei einem Spiel gegen die Canberra Raiders

Zu Beginn der Saison 2008 erzielte er bei einem Spiel gegen die Penrith Panthers einen Hattrick. Im Mai stieg das Interesse anderer NRL-Verein an ihm, da sein Vertrag nach Ende der Saison auslaufen würde. Es gab Spekulationen darüber, ob er wie seine Mitspieler Michael Ennis und Ben Hannant zu den Canterbury-Bankstown Bulldogs wechseln würde, oder ob er wie Brisbanes Trainer Wayne Bennett zu den St. George Illawarra Dragons wechseln würde. Er spielte für die Queensland Maroons in Spiel 2 und 3 der State of Origin Series, in Spiel 2 legte er zwei Versuche.
Am 20. August 2008 unterschrieb er einen Dreijahresvertrag bei den St. George Illawarra Dragons, wo auch Nick Emmett und Trainer Wayne Bennett hingewechselt waren. Er beendete seine letzte Saison bei den Broncos mit 24 Spielen, in denen er 13 Versuche gelegt hatte. Am 16. Oktober wurde er in den Kader der Australischen Nationalmannschaft für die Rugby-League-Weltmeisterschaft 2008 aufgenommen, da Justin Hodges wegen einer Schulterverletzung nicht teilnehmen konnte. Sein Debüt war gegen Papua-Neuguinea.

### St. George Illawarra Dragons
Boyds Debüt für die Dragons war in Runde 1 gegen die Melbourne Storm. In Runde 4 gewannen die Dragons 25:12 gegen Brisbane im Suncorp Stadium und fügten den Broncos ihre erste Niederlage 2009 zu. Am 8. Mai 2009 gewann er mit Australien das traditionelle ANZAC Test Match gegen Neuseeland 38:10, er legte unter anderem einen Versuch.
Im April wurde Boyd in den Kader der Queensland Maroons für die State of Origin Series 2009 aufgenommen, diesmal nahm er an allen drei Spielen teil und legte in Spiel 1 einen Versuch. In Runde 20 der NRL legte er seinen ersten Versuch für die Dragons gegen die New Zealand Warriors. Er beendete die Saison mit zwei Versuchen aus 22 Spielen.
2010 nahm er erneut an allen drei Spielen der State of Origin Series teil und legte in jedem Spiel einen Versuch. Er gewann mit den Dragons das NRL Grand Final gegen die Sydney Roosters 32:8 und erhielt als Man of the Match die Clive Churchill Medal. Bei den Dally M Awards wurde er zum Fullback of the Year gewählt. Er beendete die Saison mit zwei Versuchen aus 25 Spielen. Nach Ende der Saison nahm er mit Australien an den Four Nations 2010 teil und erhielt den Fullback of the Year award der RLIF.
2011 gewann Boyd mit den Dragons die World Club Challenge gegen die Wigan Warriors 21:15. Am 30. März erklärte Wayne Bennett, dass er die Dragons 2012 nicht mehr trainieren würde, was zu Angeboten von anderen Vereinen an Boyd führte, da er bereits angedeutet hatte, dass er die Dragons verlassen würde, wenn Bennett das tun würde. Nachdem Bennett einen Vierjahresvertrag bei den Newcastle Knights unterschrieben hatte, erhielt er Anfragen von den Newcastle Knights und den Gold Coast Titans. Am 9. Mai erklärten die Titans, dass sie kein Interesse mehr an Boyd hätten, so dass er die Wahl hatte zwischen einem Wechsel zu den Knights und den Dragons. Am 9. Juni unterschrieb er einen Vierjahresvertrag bei den Knights.
Er nahm erneut an allen drei Spielen der State of Origin Series teil und beendete die Saison mit 9 Versuchen aus 22 Spielen. In einem Testspiel gegen Neuseeland, das im Hunter Stadium stattfand, legte er zwei Versuche. Er nahm mit Australien an allen vier Spielen der Four Nations 2011 teil, inklusive des 30:8-Finalsiegs gegen England.

### Newcastle Knights

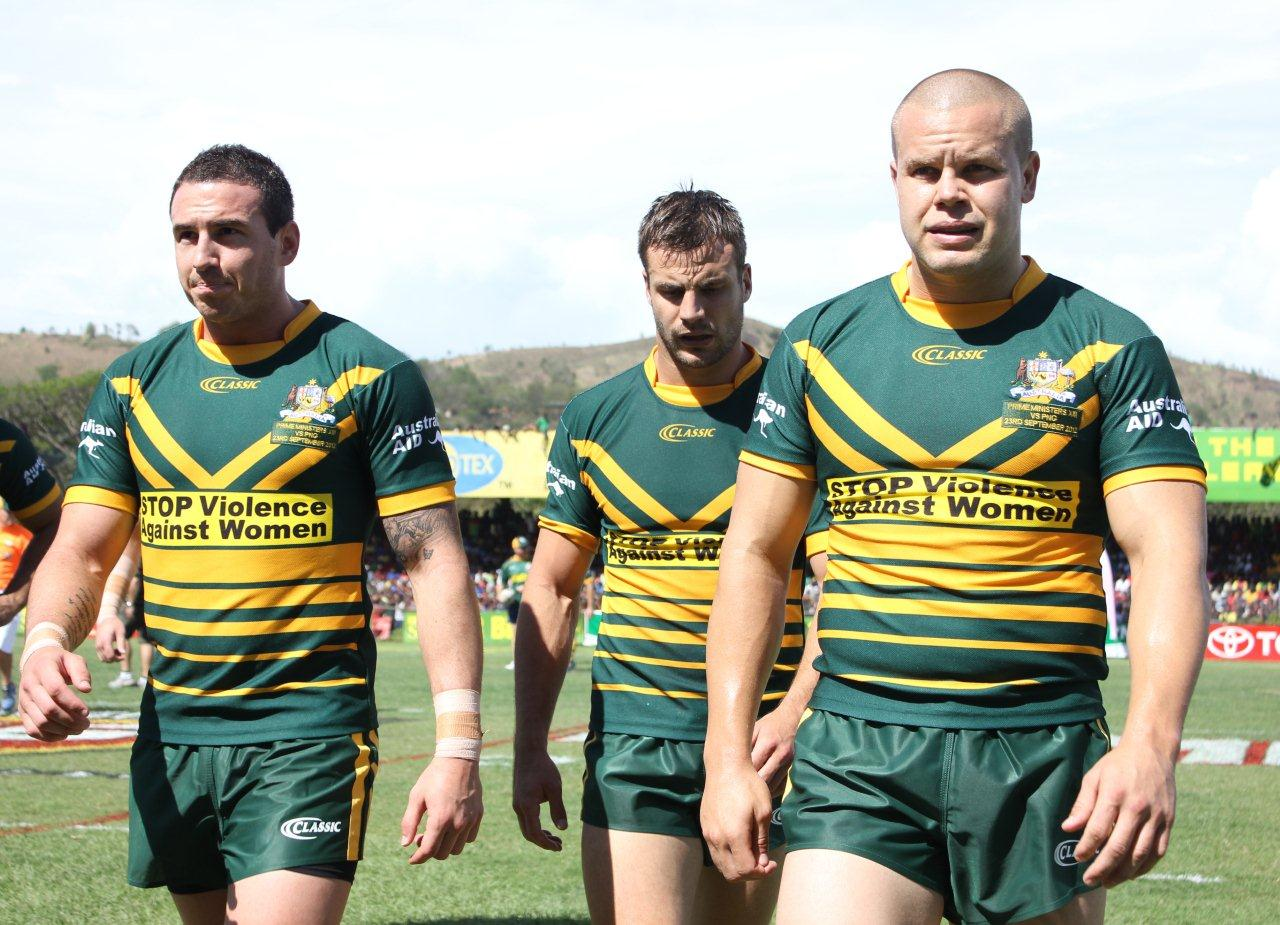
Boyd (links) im Jahr 2012 bei seinem Spiel für die Prime Minister’s XIII

Boyds Debüt für die Knights war als Schlussmann in Runde 1 gegen die St. George Illawarra Dragons. Mit Australien nahm er am ANZAC Test teil, den Australien im Eden Park 20:12 gewann. Er nahm außerdem das dritte Mal in Folge an allen drei Spielen der State of Origin Series teil. In Runde 21 legte er seinen ersten Versuch für die Knights gegen die Canberra Raiders. Er beendete die Saison mit 3 Versuchen in 22 Spielen. Nach Ende der Saison spielte er für die Prime Minister’s XIII, eine Auswahl von NRL-Spielern, deren Mannschaften es nicht in die Playoffs schafften oder frühzeitig ausschieden, die jedes Jahr gegen Papua-Neuguinea spielt. Am 30. Oktober gewann er mit Australien ein Testspiel gegen Neuseeland 18:10.
2013 nahm er erneut am ANZAC Test gegen Neuseeland und an allen drei Spielen der State of Origin Series teil. In den Series war er mit drei Versuchen der Spieler mit den meisten Versuchen. Er beendete seine zweite Saison bei den Knights mit 11 Versuchen in 26 Spielen. Im Oktober 2013 wurde er in den australischen Kader für die Rugby-League-Weltmeisterschaft 2013 aufgenommen. Er absolvierte fünf WM-Spiele, in denen er vier Versuche legte. Im Finale gewann er mit Australien 34:2 gegen Neuseeland.
2014 nahm er das vierte Mal am ANZAC Test gegen Neuseeland teil, den Australien 30:18 gewann. In Runde 13 absolvierte er sein 200. NRL-Spiel gegen die Wests Tigers. Er nahm zum fünften Mal an allen drei State-of-Origin-Spielen teil, er legte zwei Versuche in Spiel 1 und einen in Spiel 3.
Am 23. Juli wies er sich selber aufgrund einer Depression in eine Klinik ein. Am 14. August war seine dreiwöchige Behandlung vorbei und er verließ die Klinik. Er absolvierte für den Rest des Jahres keine Spiele mehr für die Knights, da er sich auf seine Erholung konzentrierte und zudem ankündigte, für die nächste Saison zu einem anderen Verein zu wechseln. Im Gespräch war unter anderem sein alter Verein, die Brisbane Broncos, die wieder von Wayne Bennett trainiert wurden.

### Rückkehr zu den Broncos
Am 31. Oktober lief Boyds Vertrag bei den Knights aus, woraufhin er am 21. November einen Dreijahresvertrag bei den Broncos unterschrieb.
Am 5. Dezember verletzte er sich während des Trainings an der Achillessehne, weswegen man davon ausging, dass er mindestens die nächsten sechs Monate nicht spielfähig wäre, möglicherweise die ganze Saison. Umso überraschender war dann seine Rückkehr in Runde 10 gegen die North Queensland Cowboys. Da er sich sehr viel schneller von seiner Verletzung erholt hatte als erwartet, wurde er von Mal Meninga in den Kader der Queensland Maroons für die Series 2015 aufgenommen, obwohl er den Großteil der NRL-Saison verpasst hatte.